# Masdevallia pumila
Masdevallia pumila là một loài lan được tìm thấy ở miền nam Colombia into central Bolivia.